# Charles Dullin
Charles Dullin (Yenne, Saboya, Francia, 8 de mayo de 1885 - París, 11 de diciembre de 1949), fue un actor de teatro y de cine francés.

## Biografía
Último hijo de una familia de diecinueve hermanos, comenzó su carrera teatral en París en 1903 y en 1906 entró a formar parte del teatro Antoine que dirigía André Antoine.
En 1913, fundó junto a Jacques Copeau el Théâtre du Vieux Colombier (Teatro del Viejo Palomar) y en 1921 creó su propio equipo con el nombre de Atelier, con el que estrenó Voulez-vous jouer avec moâ? (1923), de Marcel Achard.
Con Louis Jouvet, Gaston Baty y Georges Pitoëff formó en 1927 el Cartel des Quatre. Entre 1940 y 1947, dirigió el Théâtre de la Cité.
Con el Cartel des Quatre y junto a Jean-Louis Barrault y Jean Vilar, Dullin forma parte del movimiento de renovación francés que desembocará en el llamado 'teatro popular descentralizado. Entre otros, han sido alumnos suyos Madeleine Milhaud, Madeleine Robinson, Jean Marais, Marcel Marceau, Roland Petit y Alain Cuny.

## Trabajos en el cine
- 1920: Le secret de Rosette Lambert, de Raymond Bernard
- 1921: L'homme qui vendit son âme au diable, de Pierre Caron
- 1921: Les trois mousquetaires, de Henri Diamant-Berger
- 1922: Âmes d'orient, de Léon Poirier
- 1924: El milagro de los lobos (Le miracle des loups), de Raymond Bernard
- 1927: Jaque a la reina (Le joueur d'échecs), de Raymond Bernard
- 1928: Maldone, de Jean Grémillon
- 1929: Cagliostro , de Richard Oswald
- 1930: Vagabonds imaginaires, de Alfred Chaumel
- 1934: Les misérables, de Raymond Bernard
- 1937: Salónica, nido de espías (Mademoiselle Docteur, de Georg Wilhelm Pabst
- 1937: El caso del correo de Lyon (L'affaire du courrier de Lyon, de Claude Autant-Lara y Maurice Lehmann
- 1941: Volpone, de Maurice Tourneur
- 1941: Le briseur de chaînes de Jacques-Daniel Norman
- 1947: El juego está hecho (Les jeux sont faits), de Jean Delannoy
- 1947: En legítima defensa, de Henri-Georges Clouzot

## Teatro (actor)
- 1906 : Jules César de William Shakespeare, dirección de André Antoine, Théâtre de l'Odéon
- 1908 : L'Alibi de Gabriel Trarieux, Théâtre de l'Odéon
- 1908 : Ramuntcho de Pierre Loti, dirección de André Antoine, Théâtre de l'Odéon
- 1910 : L'Éventail de Lady Windermere de Oscar Wilde, Théâtre des Arts
- 1911 : Le Marchand de passions de Maurice Magre, Théâtre des Arts
- 1911 : Les Frères Karamazov de Jacques Copeau et Jean Croué de après Fiodor Dostoïevski, dirección de Jacques Copeau et Arsène Durec, Théâtre des Arts
- 1911 : Le Pain de Henri Ghéon, Théâtre des Arts
- 1912 : Marie de août de Léon Frapié, Théâtre des Arts
- 1913 : Le Combat de Georges Duhamel, Théâtre des Arts
- 1913 : L'Amour médecin de Molière, dirección de Jacques Copeau, Théâtre du Vieux-Colombier
- 1913 : Une femme tuée par la douceur de Thomas Heywood, dirección de Jacques Copeau, Théâtre du Vieux-Colombier
- 1913 : Les Fils Louverné de Jean Schlumberger, dirección de Jacques Copeau, Théâtre du Vieux-Colombier
- 1913 : Barberine de Alfred de Musset, dirección de Jacques Copeau, Théâtre du Vieux-Colombier
- 1913 : L'Avare de Molière, dirección de Jacques Copeau, Théâtre du Vieux-Colombier
- 1914 : L'Échange de Paul Claudel, dirección de Jacques Copeau, Théâtre du Vieux-Colombier
- 1914 : Les Frères Karamazov de Fiodor Dostoïevski, dirección de Jacques Copeau, Théâtre du Vieux-Colombier
- 1914 : Le Testament du Père Leleu de Roger Martin du Gard, dirección de Jacques Copeau, Théâtre du Vieux-Colombier
- 1914 : L'Eau de vie de Henri Ghéon, dirección de Jacques Copeau, Théâtre du Vieux-Colombier
- 1918 : Le Voile du bonheur de Georges Clemenceau, dirección de Jacques Copeau, Garrick's Theatre New York..
- 1918 : L'Avare de Molière, dirección de Jacques Copeau, Garrick's Theatre New York
- 1918 : Blanchette de Eugène Brieux, dirección de Jacques Copeau, Garrick's Theatre New York
- 1918 : Georgette Lemeunier de Maurice Donnay, dirección de Jacques Copeau, Garrick's Theatre New York
- 1918 : Le Voile du bonheur de Georges Clemenceau, dirección de Jacques Copeau, Garrick's Theatre New York
- 1918 : La Femme de Claude de Alexandre Dumas fils, dirección de Jacques Copeau, Garrick's Theatre New York
- 1918 : Gringoire de Théodore de Banville, dirección de Jacques Copeau, Garrick's Theatre New York
- 1918 : Le Médecin malgré lui de Molière, dirección de Jacques Copeau, Garrick's Theatre New York
- 1918 : Rosmersholm de Henrik Ibsen, dirección de Jacques Copeau, Garrick's Theatre New York
- 1918 : Le Gendre de M. Poirier de Émile Augier et Jules Sandeau, dirección de Jacques Copeau, Garrick's Theatre New York
- 1920 : Le Simoun de Henri-René Lenormand, dirección de Gaston Baty, Comédie Montaigne
- 1922 : L'Avare de Molière, dirección de Charles Dullin, Théâtre de l’Atelier
- 1922 : La vie est un songe de Pedro Calderón de la Barca, dirección de Charles Dullin, Théâtre de l’Atelier
- 1922 : La Volupté de l'honneur de Luigi Pirandello, dirección de Charles Dullin, Théâtre de l’Atelier
- 1924 : Chacun sa vérité de Luigi Pirandello, dirección de Charles Dullin, Théâtre de l’Atelier
- 1925 : Le Dieu de Vengeance de Sholem Asch, dirección de Charles Dullin, Théâtre de l’Atelier
- 1925 : La Lame sourde de Jeanne Nabert, dirección de Charles Dullin, Théâtre de l’Atelier
- 1925 : La Femme silencieuse de Ben Jonson, dirección de Charles Dullin, Théâtre de l’Atelier
- 1926 : La Comédie du bonheur de Nicolas Evreïnoff, dirección de Charles Dullin, Théâtre de l’Atelier
- 1928 : Volpone de Ben Jonson, dirección de Charles Dullin, Théâtre de l’Atelier
- 1930 : Patchouli de Armand Salacrou, dirección de Charles Dullin, Théâtre de l’Atelier
- 1930 : Musse ou l'école de l'hypocrisie de Jules Romains, dirección de Charles Dullin, Théâtre de l’Atelier
- 1930 : Le Fils de Don Quichotte de Pierre Frondaie, dirección de Charles Dullin, Théâtre de l’Atelier
- 1931 : Atlas-Hôtel de Armand Salacrou, dirección de Charles Dullin, Théâtre de l’Atelier
- 1932 : La paz de Aristófanes, dirección de Charles Dullin, Théâtre de l’Atelier
- 1933 : Richard III de William Shakespeare, dirección de Charles Dullin, Théâtre de l’Atelier
- 1935 : Hommage des acteurs à Pirandello : Chacun sa vérité de Luigi Pirandello, Théâtre des Mathurins
- 1935 : Le Mèdecin de son Honneur de Pedro Calderón de la Barca, dirección de Charles Dullin, Théâtre de l’Atelier
- 1937 : Jules César de William Shakespeare, dirección de Charles Dullin, Théâtre de l’Atelier
- 1938 : La terre est ronde de Armand Salacrou, dirección de Charles Dullin, Théâtre de l’Atelier
- 1943 : Les Mouches de Jean-Paul Sartre, dirección de Charles Dullin, Théâtre de la Cité
- 1947 : L'An mil de Jules Romains, dirección de Charles Dullin, Théâtre Sarah Bernhardt
- 1947 : L'Archipel Lenoir de Armand Salacrou, dirección de Charles Dullin, Théâtre Montparnasse
- 1949 : L'Archipel Lenoir de Armand Salacrou, dirección de Charles Dullin, Théâtre des Célestins
- 1949 : La Marâtre de Honoré de Balzac, dirección de Charles Dullin, Théâtre des Célestins
- 1949 : L'Avare de Molière, dirección de Charles Dullin, Théâtre des Célestins